# Melaleuca
Mélaleuque
Genre
Melaleuca, en français Mélaleuque, est un genre de plantes à fleurs de la famille des Myrtaceae, comprenant environ quatre-cent espèces, pour la plupart originaires d'Australie où elles sont endémiques,.

## Étymologie et nomenclature

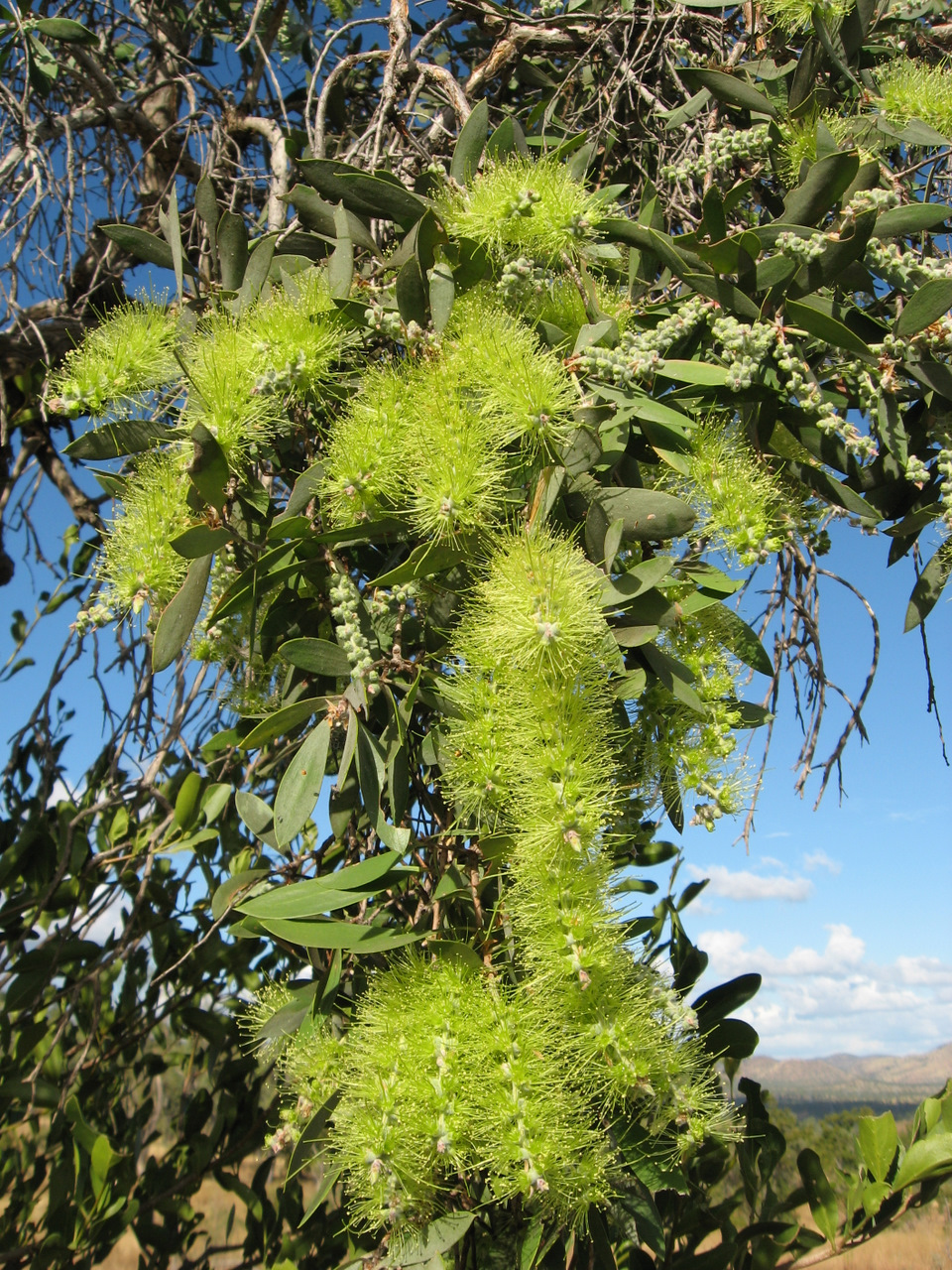
Melaleuca nervosa.

Le terme de latin scientifique melaleuca est composé de deux termes empruntés au grec : melan μέλαν « noir » et leucos λευκος « blanc ». Linné a donné à ce genre le nom de Melaleuca « parce que le tronc de l'espèce qu'il appelle M. leucadendra, est noirâtre et comme brûlé dans sa partie inférieure, tandis qu'il est blanchâtre dans sa partie supérieure. » (Duhamel, 1809).
Linné n'avait pas connaissance de ces espèces asiatiques quand il publia son œuvre de référence botanique Species plantarum en 1753. Ce n'est que plus tard, dans Systema naturae (édition 1758-59) qu'il décrit sous le nom de Myrtus leucadendron, un arbre de l'île d'Ambon, connu grâce à la description de Rumphius, le naturaliste de la flore de Batavia. Ensuite, dans l'édition de 1766-68, il introduit le genre Melaleuca dans la classe des Polydelphes, Polyandres, pour décrire l'arbre sous le nom de Melaleuca leucadendra.
Le genre Melaleuca sera classé dans la famille des myrtes (Myrtaceae) par Antoine-Laurent de Jussieu en 1789 dans Genera plantarum.

### Synonymes
Les genres suivants sont synonymes de Melaleuca selon Plants of the World online (POWO) (25 juin 2021) :
- Baudinia Lesch. ex DC.
- Beaufortia R.Br.
- Billottia Colla
- Cajuputi Adans. ex A.Lyons
- Callistemon R.Br.
- Calothamnus Labill.
- Conothamnus Lindl.
- Eremaea Lindl.
- Eremaeopsis Kuntze
- Gymnagathis Schauer
- Kajuputi Adans.
- Lamarchea Gaudich.
- Lamarkea Rchb.
- Manglesia Lindl.
- Meladendron St.-Lag.
- Melaleucon St.-Lag.
- Melanoleuce St.-Lag.
- Myrtoleucodendron Burm. ex Kuntze
- Ozandra Raf.
- Petraeomyrtus Craven
- Phymatocarpus F.Muell.
- Regelia Schauer
- Schizopleura Endl.
- Trichobasis Turcz.

## Description
Les Melaleuca sont des arbres ou arbustes, aux feuilles alternes ou opposées-décussées.
Les fleurs sont hermaphrodites ou femelles stériles, groupées en épis ou têtes, pseudoterminales ou latérales. La fleur comporte cinq sépales, cinq pétales, et de nombreuses étamines, blanc verdâtre, aux filaments connés à la base en cinq faisceaux, opposés aux pétales. Les anthères sont généralement dorsifixes. L'ovaire possède trois loges.
Le fruit est une capsule globuleuse.

## Répartition

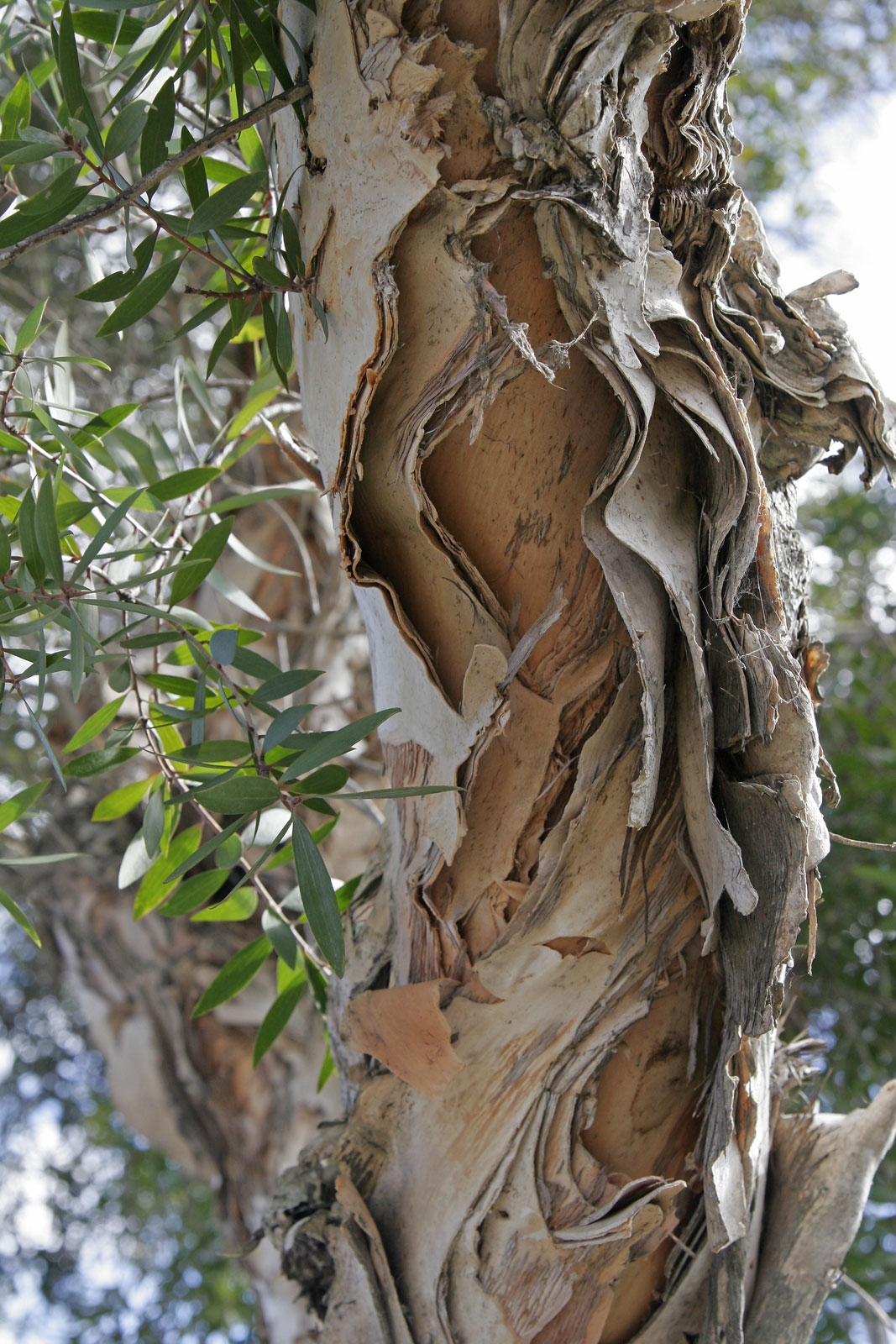
Melaleuca quinquenervia, niaouli.

Les Melaleuca croissent principalement en Australie, mais aussi en Indonésie, en Nouvelle-Calédonie (sept espèces endémiques) et Papouasie-Nouvelle-Guinée,.

## Usages
En usage traditionnel, elles sont utilisées pour leurs vertus apaisantes, odoriférantes mais aussi pour le nettoyage et comme arbre d'ornement.
On extrait de plusieurs d'entre elles des huiles essentielles très odorantes utilisées en phytothérapie et en aromathérapie; les propriétés thérapeutiques varient sensiblement d'une variété à l'autre. Les plus utilisées dans ce dernier domaine sont le tea-tree, le niaouli et le cajeput.

## Liste des espèces
Selon Plants of the World online (POWO) (25 juin 2021), ce genre comprend les 381 espèces suivantes :